# Classe London (couraçados)
A Classe London foi uma classe de couraçados pré-dreadnought operada pela Marinha Real Britânica, composta pelo HMS London, HMS Bulwark, HMS Venerable, HMS Queen e HMS Prince of Wales. Suas construções começaram em 1898, 1899 e 1901, foram lançados ao mar em 1899 e 1902 e comissionados na frota britânica em 1902 e 1904. O projeto da classe era essencialmente uma repetição da predecessora Classe Formidable, com a principal mudança sendo alterações no esquema de blindagem das embarcações, especialmente na área da proa. Os couraçados foram encomendados em dois grupos, com os três primeiros em 1898 e os dois últimos posteriormente em 1901.
Os couraçados da Classe London eram armados com uma bateria principal composta por quatro canhões de 305 milímetros montados em duas torres de artilharia duplas. Tinham um comprimento de fora a fora de 131 metros, boca de quase 23 metros, calado de quase oito metros e um deslocamento carregado de quinze a dezesseis mil toneladas. Seus sistemas de propulsão eram compostos por vinte caldeiras a carvão que alimentavam dois motores de tripla-expansão, que por sua vez giravam duas hélices até uma velocidade máxima de dezoito nós (33 quilômetros por hora). Os navios também tinham um cinturão principal de blindagem que tinha uma espessura máxima de 229 milímetros.
Todos os cinco navios começaram suas carreiras atuando na Frota do Mediterrâneo, com seus anos de serviço em tempos de paz transcorrendo tranquilamente, com exceção de algumas colisões com outras embarcações. A Marinha Real começou a transferi-los de volta para o Reino Unido a partir de 1907, sendo colocados servir em diferentes momentos na Frota Doméstica, Frota do Canal e Frota do Atlântico. Todos foram designados para a Frota Doméstica até 1912, onde permaneceram pelos dois anos seguintes até o início da Primeira Guerra Mundial em julho de 1914. Durante esse período passaram por algumas reformas e modificações em seus maquinários e equipamentos.
Os couraçados começaram seu serviço de guerra escoltando a Força Expedicionária Britânica para a França, com o Bulwark sendo destruído por uma explosão interna de um de seus depósitos de munição em novembro de 1914. Os sobreviventes foram enviados para o Mar Mediterrâneo no ano seguinte e usados para dar apoio para a Campanha de Galípoli e ajudar no bloqueio contra a Marinha Austro-Húngara no Mar Adriático. Eles foram sendo chamados de volta para casa a partir de 1916 e tirados de serviço, sendo usados então em funções secundárias como depósitos e alojamentos flutuantes. Foram descomissionados entre 1918 e 1919 e desmontados entre 1920 e 1922.